# Gommapiuma
Il poliuretano espanso elastico, comunemente chiamato gommapiuma o gommaspugna è un materiale spugnoso derivato dalla polimerizzazione del diisocianato di toluene, un derivato del petrolio.
Contrariamente a quanto il nome potrebbe suggerire, la gommapiuma non deriva dalla gomma, ma appartiene alla famiglia dei poliuretani, e si ottiene miscelando in opportune proporzioni il diisocianato di toluene (o TDI), polioli, siliconi, catalizzatori, espandenti liquidi ed additivi di varia natura, utilizzati per conferire caratteristiche particolari al prodotto finito (ritardanti di fiamma, leganti, coloranti). La gommapiuma è largamente utilizzata per innumerevoli scopi: come fonoassorbente per la correzione acustica, per imbottiture di materassi, divani, imballaggi, spugne, ed altri. Ha sostituito nel tempo i materiali naturali che si usavano in antichità quali lana, paglia, piuma.

## Storia
La Foam rubber fu prodotta per la prima volta nel 1929 da Dunlop, ad opera del ricercatore chimico Eric Owen che utilizzò il lattice. Nel 1937 materiali con base di isocianati furono usati per creare schiume gommose. Dopo la seconda guerra mondiale, la gomma stirene-butadene prese il posto di molti materiali naturali. In tempi moderni la produzione di gommapiuma rappresenta 90%, in peso, dell'intero mercato dei poliuretani. Nelle costruzioni viene usato il 27% del totale, nell'industria dei trasporti il 21%.

## Proprietà fisiche e produzione

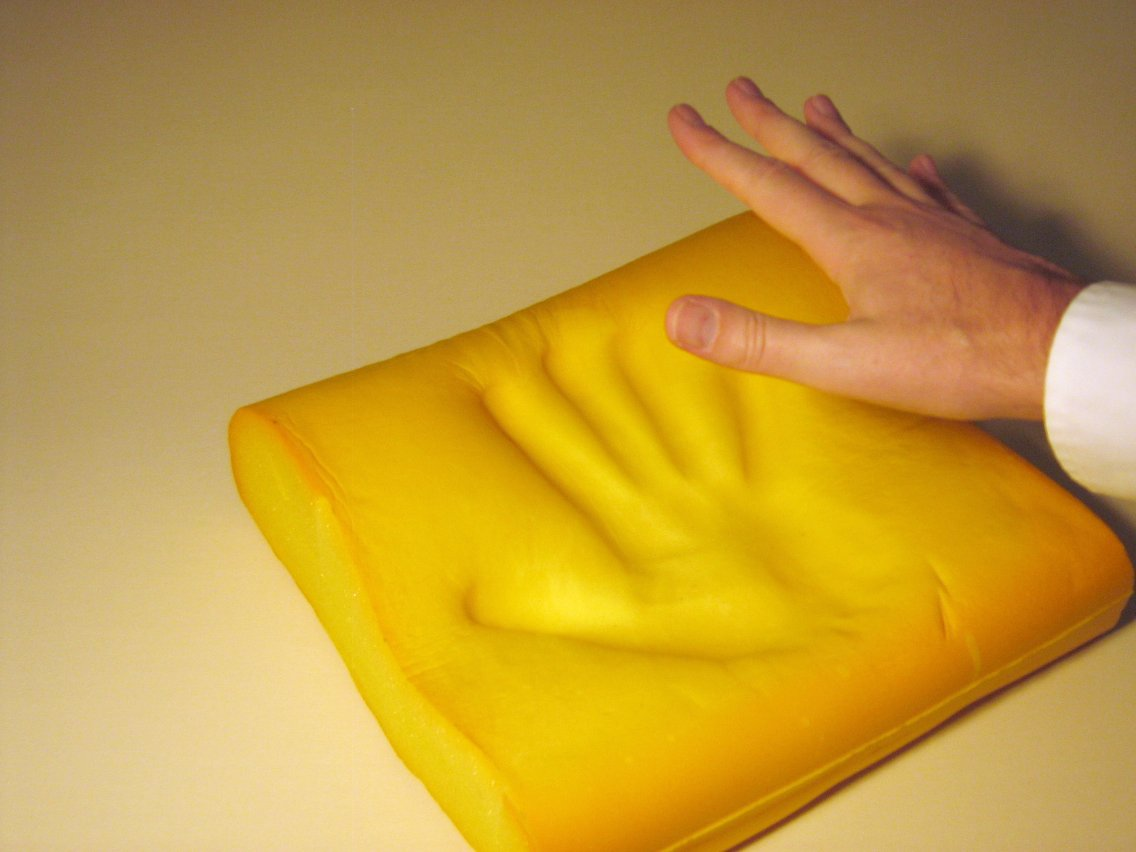
Memoria di forma di una schiuma (foam) solida

Le principali proprietà fisiche sono: leggerezza, galleggiamento, schiacciamento, isolamento termiche e acustico, resilienza. Reticolazione è il processo usato per creare schiume basate su EVA, come LLDPE, LDPE, HDPE, PP e TPE. La produzione di gommapiuma avviene per stampaggio o per schiumatura, e consiste nella miscelazione dei componenti della miscela, detta formulato, e successiva introduzione dello stesso all'interno di uno stampo o di una filiera da cui verrà successivamente estratto o estruso il blocco di gommapiuma. La reazione di polimerizzazione del TDI, che avviene grazie ai catalizzatori, è esotermica e causa la gassificazione degli espandenti liquidi nella miscela, generalmente materiali con basso punto di ebollizione come l'alcol etilico o il pentano, che agiscono come un lievito creando una matrice spugnosa a celle chiuse, aperte o semiaperte. Il gas così formato evapora successivamente alla maturazione della gommapiuma, lasciando una struttura cellulare con una densità che varia, a seconda della rigidità della gommapiuma, dai 20 kg ai 250 kg per metro cubo.

## Riciclaggio
Data l'enorme varietà di poliuretani creati, è difficile un unico metodo di riciclaggio. Il riutilizzo degli scarti di produzione o della frantumazione di oggetti non più usati è il modo più semplice di riciclo, creando lastre di pezzi pressati tra loro. Altro sistema è trasformare in granuli il materiale e disperderlo in polyol blend per ristampare nuove parti.